# Lista comunelor din Carintia
| - Afritz am See - Afritz - Berg ob Afritz - Albeck - Großreichenau - Sirnitz - St. Leonhard - Althofen - Töscheldorf - Treibach - Arnoldstein (Podklošter) - Hart (Ločilo) - Maglern (Megvarje) - Pöckau (Peče) - Riegersdorf (Rikarja vas) - Seltschach (Sovče) - Arriach - Innere Teuchen - Laastadt - Sauerwald | - Bad Bleiberg (Plajberk pri Beljaku) - Bleiberg (Plajberk) - Kreuth - Bad Kleinkirchheim - St. Oswald - Zirkitzen - Bad St. Leonhard im Lavanttal - Bad St. Leonhard - Erzberg - Görlitzen - Kliening - Schiefling - Schönberg - Theißing - Twimberg - Baldramsdorf - Gschieß - Berg im Drautal - Berg - Emberg - Goppelsberg - Bleiburg (Pliberk) - Aich (Dob) - Grablach (Grablje) - Kömel (Komelj) - Moos (Blato) - Oberloibach (Zgornje Libuče) - Rinkenberg (Vogrče) - Schattenberg (Senčni Kraj) - St. Margarethen (Šmarjeta) - Unterloibach (Spodnje Libuče) - Weißenstein (Belšak) - Woroujach (Borovje) - Brückl (Mostič) - Johannserberg - Labegg - Schmieddorf - St. Filippen | - Dellach - Dellach im Drautal - Draßnitz - Draßnitzdorf - Nörenach - Stein - Deutsch-Griffen - Deutsch Griffen - Diex (Djekše) - Diexerberg - Grafenbach (Kneža) - Haimburgerberg (Vovbrska Gora) - Obergreutschach (Zgornje Krčanje) |
| - Ebenthal in Kärnten (Žrelec) - Ebenthal (Žrelec) - Gradnitz (Gradnice) - Gurnitz (Podkrnos) - Hinterradsberg - Kreuth (Rute) - Lipizach (Lipica) - Mieger (Medgorje) - Radsberg (Radiše) - Rottenstein (Podgrad) - Zell bei Ebenthal (Zelo) - Eberndorf (Dobrla vas) - Buchbrunn (Bukovje) - Gablern (Lovanke) - Gösselsdorf (Goselna vas) - Kühnsdorf (Sinča vas) - Mittlern (Metlova) - Mökriach (Mokrije) - Priebelsdorf (Priblja vas) - Eberstein - Baumgarten - Gutschen - Hochfeistritz - Kaltenberg - Kulm - Mirnig - Rüggen - St. Oswald - St. Walburgen - Eisenkappel-Vellach (Železna Kapla-Bela) - Bad Vellach (Bela) - Blasnitzen (Zaplaznica) - Ebriach (Obirsko) - Eisenkappel (Železna Kapla) - Koprein-Petzen (Podpeca) - Koprein-Sonnseite (Koprivna) - Leppen (Lepena) - Lobnig (Lobnik) - Rechberg (Rebrca) - Remschenig (Remšenik) - Trögern (Korte) | - Feistritz an der Gail (Bistrica na Zilji) - Feistritz im Rosental (Bistrica v Rožu) - Gansdorf - Hundsdorf (Podsinja vas) - Matschach (Mače) - Suetschach (Sveče) - Weizelsdorf (Svetna vas) - Feistritz ob Bleiburg (Bistrica pri Pliberku) - Feistritz (Bistrica) - Penk (Ponikva) - St. Michael (Šmihel pri Pliberku) - Unterort (Podkraj) - Feld am See - Rauth - Feldkirchen in Kärnten (Trg) - Fasching - Feldkirchen - Glanhofen - Gradisch - Höfling - Klein St. Veit - Pernegg - Rabensdorf - Sittich - St. Ulrich - Tschwarzen - Waiern - Ferlach (Borovlje) - Glainach (Glinje) - Kappel (Kapla ob Dravi) - Kirschentheuer (Kožentavra) - Loiblthal (Brodi) - Seidolach (Ždovlje) - Unterferlach (Medborovnica) - Unterloibl (Podljubelj) - Waidisch (Bajdiše) - Windisch Bleiberg (Slovenji Plajberk) - Ferndorf - Gschriet - Finkenstein am Faaker See (Bekštanj) - Faak (Bače ob jezeru) - Ferlach - Fürnitz (Brnca) - Gödersdorf (Vodiča vas) - Greuth - Korpitsch - Latschach am Faakersee (Loče) - Mallestig - St. Stefan - Flattach - Fragant - Frantschach-St. Gertraud - Hintergumitsch - Hinterwölch - Kamp - Kamperkogel - Limberg - Obergösel - Trum- und Pressinggraben - Untergösel - Vorderwölch - Zellach - Frauenstein - Dörfl - Grasdorf - Kraig - Leiten - Obermühlbach - Pfannhof - Schaumboden - Steinbichl - Fresach - Mooswald - Tragenwinkl - Friesach (Breže) - St. Salvator - Zeltschach | - Gallizien (Galicija) - Abtei (Obrije) - Enzelsdorf (Encelna vas) - Glantschach (Klanče) - Möchling (Mohliče) - Vellach (Bela) - Gitschtal - St. Lorenzen im Gitschtal - Weißbriach - Glanegg - Maria Feicht - Tauchendorf - Globasnitz (Globasnica) - Jaunstein (Podjuna) - St. Stefan (Šteben) - Wakendorf (Večna vas) - Glödnitz - Gmünd in Kärnten - Gmünd - Kreuschlach - Landfraß - Gnesau - Gurk - Mitteregg - Zedlitzdorf - Grafenstein (Grabštanj) - Berg - Pakein (Pokinj) - Replach (Replje) - Saager (Zagorje) - Thon (Jadovce) - Truttendorf (Sepec) - Wölfnitz (Valovca) - Greifenburg - Bruggen - Kerschbaum - Griffen (Grebinj) - Griffnerthal - Großenegg (Tolsti Vrh) - Haberberg (Gabrje) - Kaunz (Homec) - Kleindörfl (Mala vas) - Pustritz - St. Kollmann (Šentkolman) - Wölfnitz (Golovica) - Wriesen (Brezje) - Großkirchheim - Döllach - Mitten - Putschall - Sagritz - Winkel Sagritz - Gurk (Krka) - Gruska - Pisweg - Guttaring - Bairberg - Deinsberg - Guttaringberg - Hollersberg - Verlosnitz - Waitschach |
| - Heiligenblut - Apriach - Rojach - Zlapp und Hof - Hermagor-Pressegger See (Šmohor-Preseško jezero) - Egg (Brdo) - Görtschach (Goriče) - Guggenberg - Hermagor (Šmohor) - Khünburg - Mitschig (Mičiče) - Möderndorf (Modra ves) - Möschach - Nampolach (Napole) - Rattendorf (Radnja vas) - Tröpolach (Dobro Polje'`- slaw. Gutes Feld)) - Vellach (Bela) - Himmelberg - Äußere Teuchen - Dragelsberg - Hochegg - Pichlern - Saurachberg - Zedlitzberg - Hohenthurn (Straja vas) - Dreulach (Drevlje) - Hüttenberg - Hinterberg - Knappenberg - Lölling - St. Johann am Pressen - St. Martin am Silberberg - Unterwald - Zosen | - Irschen - Rittersdorf - Simmerlach | - Kappel am Krappfeld - Dobranberg - Dürnfeld - Krasta - Mannsberg - Silberegg - St. Martin am Mannsberg - Keutschach am See (Hodiše ob jezeru) - Keutschach (Hodiše) - Plescherken (Plešerka) - St. Nikolai (Šmiklavž) - Kirchbach - Grafendorf - Reisach - Waidegg - Klagenfurt am Wörthersee (Celovec ob vrbskem jezeru) - Blasendorf (Blažnja vas) - Ehrenthal - Goritschitzen (Goričica) - Großbuch - Großponfeld - Gurlitsch I - Hallegg (Helek) - Hörtendorf (Trdnja vas) - Klagenfurt - Kleinbuch - Lendorf (Dhovše) - Marolla - Nagra - Neudorf (Nova vas) - St. Martin bei Klagenfurt - St. Peter am Bichl - St. Peter am Karlsberg - St. Peter bei Ebenthal - St. Ruprecht bei Klagenfurt - Stein (Zakamen) - Tentschach - Viktring (Vetrinj) - Waidmannsdorf (Otoče) - Waltendorf (Vapoča vas) - Welzenegg - Kleblach-Lind - Blaßnig - Lind - Klein St. Paul - Buch - Dullberg - Filfing - Grünburg - Kirchberg - Ober St. Paul - Prailing - Sittenberg - Unter St. Paul - Wietersdorf - Wieting - Kötschach-Mauthen - Kleinkirchheim - Kötschach - Mauthen - Strajach - Würmlach - Köttmannsdorf (Kotmara vas) - Hollenburg (Humberk) - Rotschitzen (Ročica) - Wurdach (Vrdi) - Krems in Kärnten - Eisentratten - Kremsbrücke - Leoben - Nöring - Puchreit - Reitern - St. Nikolai - Krumpendorf am Wörther See (Kriva Vrba) - Drasing - Gurlitsch II - Krumpendorf (Kriva Vrba) - Pritschitz (Pričiče) |
| - Lavamünd (Labot) - Ettendorf - Großlamprechtsberg - Hart - Lamprechtsberg - Lorenzenberg - Magdalensberg (Štalenska gora) - Rabenstein - Weißenberg - Wunderstätten (Drumlje) - Lendorf - Hühnersberg - Lesachtal - Kornat - Liesing - Luggau - St. Lorenzen im Lesachtal - Liebenfels - Freundsam - Glantschach - Gradenegg - Hardegg - Liemberg - Pflausach - Rosenbichl - Rottschaft Feistritz - Sörg - Sörgerberg - Ludmannsdorf (Bilčovs) - Großkleinberg (Mala gora) - Oberdörfl (Zgornja Vesca) - Selkach - Wellersdorf (Velinja vas) - Lurnfeld - Möllbrücke - Möllbrücke II - Möllbrücke III - Pusarnitz | - Magdalensberg (Štalenska gora) - Freudenberg - Gammersdorf (Mižlja vas) - Lassendorf (Vasja vas) - Ottmanach (Otmanje) - Portendorf (Partovca) - Reigersdorf (Rogarja vas) - Schurianhof - St. Thomas (Šenttomaž) - Timenitz (Timenica) - Vellach (Bela) - Wutschein (Bučinja vas) - Zeiselberg (Čilberk) - Zinsdorf (Svinča vas) - Mallnitz - Dössen - Malta - Dornbach - Maltaberg - Maria Rain (Žihpolje) - Göltschach (Golšovo) - Toppelsdorf (Dolča vas) - Tschedram (Ščedem) - Maria Saal (Gospa Sveta) - Kading (Kadina) - Karnburg (Krnski grad) - Möderndorf (Modrinja vas) - Possau (Pošev) - St. Michael am Zollfeld (Šmihel na Gosposvetskem polju) - Maria Wörth (Otok) - Reifnitz (Ribnica) - Metnitz - Feistritz - Grades - Metnitz Land - Metnitz Markt - Micheldorf - Lorenzenberg - Millstatt - Laubendorf - Matzelsdorf - Obermillstatt - Mölbling - Dielach - Gunzenberg - Meiselding - Rabing - Rastenfeld - Moosburg (Možberk) - Bärndorf - Gradenegg - Kreggab - Seigbichl (Žihpolje) - St. Peter bei Moosburg - Tigring (Tigrče) - Tuderschitz (Tudrešiče) - Mörtschach - Stranach - Mühldorf | - Neuhaus (Suha) - Berg ob Leifling (Libeliška gora) - Graditschach (Gradiče) - Heiligenstadt (Sveto Mesto) - Leifling (Libeliče) - Pudlach (Podlog) - Schwabegg (Žvabek) - Nötsch im Gailtal (Čajna) - Kerschdorf im Gailtal (Črešnje) - Saak (Čače) - St. Georgen (Šentjurij) |
| - Oberdrauburg - Flaschberg - Zwickenberg - Obervellach - Lassach - Pfaffenberg - Söbriach - Ossiach (Osoje) | - Paternion (Špatrjan) - Feistritz an der Drau (Bistrica ob Dravi) - Kamering - Kreuzen (Krajcen) - Nikelsdorf - Rubland - Poggersdorf (Pokrče) - Leibsdorf (Ličja vas) - Linsenberg (Lečja gora) - Pubersdorf (Pobreže) - Windisch St. Michael (Slovenji Šmihel) - Pörtschach am Wörther See (Poreče ob Vrbskem jezeru) - Pörtschach am See (Poreče ob jezeru) - Sallach - Preitenegg - Kleinpreitenegg - Oberauerling - Oberpreitenegg - Ort - Unterauerling - Unterpreitenegg | - Radenthein - Döbriach - Kaning - Laufenberg - St. Peter in Tweng - Tweng - Rangersdorf - Lainach - Tressdorf - Reichenau - Ebene Reichenau - St. Lorenzen - St. Margarethen - Wiedweg - Winkl Reichenau - Reichenfels - Sommerau - St. Peter - Weitenbach - Reißeck - Kolbnitz - Penk - Teuchl - Zandlach - Rennweg am Katschberg - Oberdorf - Rennweg - St. Peter - Rosegg (Rožek) - Berg (Gora) - Emmersdorf (Tmara vas) - Ruden (Ruda) - Eis (Led) - Kraßnitz (Krasnica) - Unternberg (Podgora) |
| - Sachsenburg - Obergottesfeld - Schiefling am See (Škofiče) - St. Kathrein (Podjerberk) - Techelweg (Holbiče) - Seeboden - Lieseregg - Lieserhofen - Treffling - Sittersdorf (Žitara vas) - Altendorf (Stara vas) - Goritschach (Goriče) - Proboj (Proboj) - Rückersdorf (Rikarja vas) - Sonnegg (Ženek) - Spittal an der Drau (Špital ob Dravi) - Amlach - Edling - Großegg - Molzbichl - Olsach - St. Peter-Edling - St. Andrä (Šentandraž) - Dachberg - Eisdorf (Ajzdorf) - Eitweg - Fischering - Framrach - Gemmersdorf - Goding - Jakling - Kleinrojach - Kollegg - Lamm - Langegg (Dolgo Brdo) - Lindhof - Mosern - Oberaigen - Paierdorf - Pölling - Schönweg - Teichbauer - Winkling - St. Georgen am Längsee - Goggerwenig - Gösseling - Launsdorf - Osterwitz - Taggenbrunn - St. Georgen im Lavanttal - Andersdorf - Gundisch - Herzogberg - Krakaberg - Raggane - St. Georgen-Hartneidstein - Steinberg - St. Jakob im Rosental (Šentjakob v Rožu) - Frießnitz (Breznica) - Maria Elend (Podgorje) - Mühlbach (Reka) - Schlatten (Svatne) - St. Peter (Šentpeter) - St. Kanzian am Klopeiner See (Škocjan v Podjuni) - Grabelsdorf (Grabalja vas) - Lauchenholz (Gluhi les) - Srejach (Sreje) - St. Kanzian (Škocjan) - St. Marxen (Šmarkež) - St. Veit im Jauntal (Šentvid v Podjuni) - Stein (Kamen) - St. Margareten im Rosental (Šmarjeta v Rožu) - Gotschuchen (Kočuha) - Niederdörfl (Dolnja vas) - St. Margareten (Šmarjeta) - St. Paul im Lavanttal (Št. Pavel) - Granitztal-St. Paul - Granitztal-Weißenegg - Johannesberg - Kollnitz - Legerbuch - Löschental - St. Paul (Št. Pavel) - Weinberg - St. Stefan im Gailtal (Štefan na Zilji) - Hadersdorf (Hadre) - Köstendorf (Gostinja vas) - Matschiedl (Močidle) - St. Paul (Št. Pavel) - St. Stefan (Štefan) - Vorderberg (Blače) - St. Urban - Bach - Hafenberg - Rasting - Zirkitz - St. Veit an der Glan (Št. Vid ob Glini) - Galling - Hörzendorf - Niederdorf - Projern - St. Donat - Tanzenberg (Plešivec) - Stall - Gössnitz - Sonnberg - Steindorf am Ossiacher See - Ossiachberg - Steindorf - Stiegl - Tiffen - Steinfeld - Fell - Gerlamoos - Radlach - Rottenstein - Steuerberg - Altsteuerberg - Neusteuerberg - Wabl - Wachsenberg - Stockenboi - Tragail - Wiederschwing - Ziebl - Straßburg - St. Georgen - Straßburg Land - Straßburg Stadt | - Techelsberg am Wörther See (Teholica ob Vrbskem jezeru) - St. Bartlmä (Šentjernej na Gori) - St. Martin am Techelsberg (Šmartin) - Tibitsch (Tibiče) - Trabenig-Ebenfeld (Trabenče) - Trebesing - Altersberg - Radl - Treffen am Ossiacher See - Buchholz - Ossiachberg - Sattendorf - Töbring - Treffen - Verditz - Winklern | - Velden am Wörther See (Vrba) - Augsdorf (Loga vas) - Duel (Dole) - Kerschdorf ob Velden (Črešnje) - Köstenberg (Kostanje) - Latschach an der Drau (Loče) - Lind ob Velden (Lipa pri Vrbi) - St. Egyden (Šentilj) - Velden am Wörthersee - Villach (Beljak) - Bogenfeld (Vognje Polje) - Drobollach (Drobolje ob Baškem jezeru) - Federaun (Vetrov) - Gratschach - Heiligengeist - Judendorf - Maria Gail (Marija na Zilji) - Perau - Pogöriach - Seebach - St. Martin - St. Ruprecht - Vassach - Völkendorf - Wernberg II - Wollanig - Völkermarkt (Velikovec) - Admont-Lassein (Volmat-Lesine) - Bei der Drau (Pri Dravi) - Greuth (Rute) - Gurtschitschach (Gurčiče) - Haimburg (Vovbre) - Höhenbergen (Homberk) - Kaltenbrunn (Mrzla Voda) - Klein St. Veit (Mali Šentvid) - Korb (Korpiče) - Mittertrixen (Srednje Trušnje) - Mühlgraben (Mlinski Graben) - Neudenstein (Črni grad) - Niedertrixen (Spodnje Trušnje) - Ob der Drau (Nad Dravo) - Rakollach (Rakole) - Ritzing (Ricinje) - Ruhstatt (Roštat) - St. Jakob (Šentjakob) - St. Peter am Wallersberg (Šentpeter na Vašinjah) - St. Ruprecht (Šentrupert) - Tainach (Tinje) - Töllerberg (Telenberk) - Waisenberg (Važenberk) - Wandelitzen (Vodovnica) - Weinberg (Vinogradi) |
| - Weißensee - Techendorf - Weißenstein - Kellerberg - Puch - Töplitsch - Weitensfeld im Gurktal - Altenmarkt - Braunsberg - Linder - Thurnhof - Weitensfeld - Wullroß - Zweinitz - Wernberg (Vernberk) - Neudorf (Nova vas) - Sand (Pešče) - Trabenig (Trabenče) - Umberg (Umbar) - Wernberg I (Vernberk) - Winklern - Reintal - Wolfsberg (Volšperk) - Aichberg - Auen - Forst - Gräbern-Prebl - Gries - Hartelsberg - Hattendorf - Hintertheißenegg - Kleinedling - Kleinwinklern - Lading - Leiwald - Michaelsdorf - Oberleidenberg - Paildorf - Pfaffendorf - Preims - Priel - Reding - Reideben - Reisberg - Rieding - Ritzing - Schoßbach - Schwemmtratten - St. Jakob - St. Johann - St. Marein - St. Margarethen - St. Michael - St. Stefan - Thürn - Unterleidenberg - Vordergumitsch - Vordertheißenegg - Waldenstein - Weißenbach - Witra - Wolfsberg Obere Stadt - Wolfsberg Untere Stadt | - Zell (Sele) - Zell bei der Pfarre (Sele pri Cerkvi) - Zell bei Sonnegg (Sele pri Ženeku) - Zell im Winkel (Sele v Kotu) | |